# Batalla de El Veladero
La batalla de El Veladero fue una acción militar de la Guerra de Independencia de México, efectuada el 30 de abril de 1811, en el Cerro del Veladero en la actual localidad de Acapulco, Guerrero. Los insurgentes comandados por el Generalísimo José María Morelos lograron derrotar a las fuerzas realistas del teniente coronel Juan Antonio Fuentes. 

## Antecedentes
Cuando José María Morelos era cura de la localidad de Carácuaro, Michoacán, comenzaron a escucharse las noticias de la insurrección iniciada por Miguel Hidalgo, decidiendo unírsele durante el encuentro que tendría en Indaparapeo, con el fin de manifestar su adhesión. Hidalgo, decidió nombrarlo lugarteniente y lo comisionó para que este operara en el sur, que tenía el puerto de Acapulco como plaza más importante. A su regreso a Carácuaro, Morelos armó su propio ejército y se introdujo en el estado de Guerrero con el fin de iniciar su primera campaña militar, que abarcó de octubre de 1810 a agosto de 1811.

## Batalla
Con el propósito de tomar Acapulco, Morelos decidió que sería fundamental tomar el Cerro del Veladero, pues el cerro rodea todo el puerto. Morelos envío a 700 hombres al mando del capitán Rafael Valdovinos a capturar el cerro, a pesar de ello Valdovinos fue rápidamente desalojado por las fuerzas realistas, que a su vez volvieron a perder su posición. Ante estas acciones, los hermanos  Bravo y Vicente Guerrero llegaron a apoyar con sus fuerzas a los insurgentes. Los campamentos instaurados en el cerro del Veladero y las escaramuzas por Acapulco continuaron desde noviembre de 1810. El 30 de abril de 1811, las fuerzas comandadas por Morelos, que se encontraban en el cerro derrotaron a las tropas realistas comandadas por el teniente coronel Juan Antonio Fuentes.